# 三瓶京子
三瓶 京子（さんべ きょうこ、1977年9月22日 - ）は、関西を中心に活躍するタレント。
京都府生まれ、広島県佐伯郡大野町（現在廿日市市大野町）育ち。同志社女子大学学芸学部英語英文学科卒。オフィスキイワード所属。愛称は「さんちゃん」。また2007年11月に毎日放送ラジオ『なにがなんでもタイガース』にて新たに愛称を募集し「きょんちゃん」を襲名。『いざゆけ八木裕!』などで使われている。2009年3月結婚。

## 現在出演中の番組
- 『にじいろジーン』内久光製薬生コマーシャル（関西テレビ、2003年 - ）
- あぐり京都（KBS京都テレビ、2005年 - ）

## 過去の出演番組
- 宇治市新春特別番組～久保田市長　新春の抱負を語る～（2011年1月1日 10:00 - 10:15、宇治市源氏物語ミュージアム（宇治の間）、KBS京都テレビ）
- ぐるっと関西プラス（NHK大阪放送局）
- 熱血!!タイガース党（サンテレビ）
- 痛快!エブリデイ（関西テレビ）
- あさイチ!（読売テレビ）
- カオルコレイコ（読売テレビ）
- ABCミュージック21（ABCラジオ、2001年10月 - 2003年9月）
- ベリグ!（ABCテレビ）
- 高校野球アルプスリポート（ABCラジオ）
- ABCフレッシュアップナイター（ABCラジオ、2006年スタジオ担当）
- 大阪情報箱（テレビ大阪）
- 馬場章夫のなら!みち見聞録（奈良テレビ）
- 満たして!好奇心（関西テレビ）
- ちちんぷいぷい（MBSテレビ）
- MBSタイガースライブ（MBSラジオ、2007年 - 2012年、火 - 木曜スタジオ担当）